# Паля
Паля (на сръбски: Паља) е село в община Сурдулица, Пчински окръг, Сърбия. Намира се в Западните покрайнини близо до границата с България. Разположено е в дълбока планинска долина на планината Кървав камик. На север граничи със землището на село Кострошевци, а на юг със землището на село Къшле в България.
Населението на селото е предимно от българи (според преброяването от 2002 г.). През 2011 г. има население от 5 жители.

## Културни забележителности
До селото в живописна местност е разположен най-старият манастир в Западните покрайнини, „Св. Богородица“, и много стара черква от ІХ-Х век – „Въведение Богородично“. В манастира е намерен надпис от 818 г. До началото на XX век в манастира било забранено да се черкуват жени и дори женски добитък не бил допускан в манастирския двор. Интересна подробност е, че до 1914 г. също и селските гробища били разделени на мъжки и женски, като жените били погребвани край селото, а мъжете - при манастира. Чак след 1914 г. гробищата били събрани на едно място.
Над манастира на левия бряг на Стара река има следи от градище, за което преданието твърди, че било свързано с манастира чрез подземен тунел. Манастирът не е изследван и не са проучени различните хипотези.

## Демография
- 1948 – 378
- 1953 – 406
- 1961 – 385
- 1971 – 285
- 1981 – 112
- 1991 – 65
- 2002 – 18
- 2011 – 5

## Етнически състав
(2002)
- 16 (88,88%) – българи
- 2 (11,11%) – сърби